# Neosybra densepunctata
Neosybra densepunctata är en skalbaggsart som beskrevs av Stefan von Breuning 1965. Neosybra densepunctata ingår i släktet Neosybra och familjen långhorningar. Inga underarter finns listade i Catalogue of Life.